# 50 Pułk Piechoty (III Rzesza)
50 Pułk Piechoty (niem. Infanterie-Regiment 50, IR 50) – pułk piechoty niemieckiej okresu III Rzeszy, sformowany 15 października 1935 w III Okręgu Wojskowym.
Pozostawał w podległości organizacyjnej 3 Dywizji Piechoty. Stacjonował w Gorzowie Wielkopolskim i Kostrzynie nad Odrą.

## Dowódcy
- Oberst Paul von Hase (formowanie) - do 10 listopada 1938
- Oberst Theodor Kretzschmer 10 listopada 1938 - 20 sierpnia 1940
- Oberst Kurt Röpke 1 sierpnia 1940 - 31 sierpnia 1942